# Папуга-горобець мексиканський
Папуга-горобець мексиканський (Forpus cyanopygius) — птах родини папугових.

## Зовнішній вигляд
Довжина тіла 13 см. Забарвлення: оперення зелене, у нижній частині тіла з малахітовим блиском. Боки голови, чоло й горло жовтуватого відтінку. Нижнє пір'я криючіх крила й другорядні махові блакитного кольори. У молодих птахів, як й у самок, блакитного кольору немає.

## Розповсюдження
Живуть на північному заході й заході Мексики.

## Спосіб життя
Живуть зграйками у субтропічних і тропічних сухих лісах. Живляться різним насінням, ягодами, плодами, молодими пагонами рослин, поїдають комах і личинок.

## Розмноження
У період розмноження утворюють пари. Гніздяться в дуплах дерев. Самка відкладає до 4 яєць. Кладку насиджує самка, самець приносить їй корм. Пташенят, що вилупилися через 3 тижні, годує теж самець.

## Класифікація
Вид включає 2 підвиди:
- Forpus cyanopygius cyanopygius (Souance, 1856)
- Forpus cyanopygius insularis (Ridgway, 1888)